# 守屋佑一
守屋 佑一（もりや ゆういち、1988年5月19日 - ）は日本の起業家、クリエイター、農家、記者、作詞家、コラムニスト。

## 人物
青森県で生まれ、神奈川県小田原市で育つ。農学博士の真子正史とは師弟関係にある。

## 来歴
- 1988年（昭和63年） - 青森県に生まれる
- 2010年（平成22年） - 東海大学卒業
- 2013年（平成25年） - 小田原の早すぎた英雄「梅丸」復活活動。
- 2014年（平成26年） - 一新塾卒業（32期）。日刊神静民報に小説「小田原絵巻百景」を連載。
- 2015年（平成27年） - 神奈川県小田原市で公民館カフェを主宰。神奈川県立吉田島高校（当時）と共同で吉田島レモンサイダーを開発。
- 2016年（平成28年） - 小田原トーストマスターズ公開勉強会「地元メディアに取り上げられる広報活動」講師
- 2019年（平成31年） - JA経営実務に「地域を活かす農の魅力」連載開始
- 2020年（令和2年） - 湘南ベルマーレフットサルクラブ主導の音楽プロジェクト「湘南ベルロック」に参画、1stシングル「Big Wave」作詞。